# ستيوارت ماكلارين
ستيوارت ماكلارين (بالإنجليزية: Stewart MacLaren)‏ (6 أبريل 1953 في المملكة المتحدة - ) هو لاعب كرة قدم بريطاني في مركز الظهير. لعب مع نادي دندي ونادي ماذرويل وهارت أوف ميدلوثيان ووست بروميتش ألبيون.

## وصلات خارجية
- ستيوارت ماكلارين على موقع قاعدة بيانات كرة القدم.إي يو (الإنجليزية)